# 兩西西里的瑪麗亞·艾瑪莉亞
兩西西里的瑪麗亞·艾瑪莉亞（義大利語：Maria Amalia di Borbone-Due Sicilie，1818年2月25日—1857年11月6日），兩西西里國王法蘭西斯科一世的第五女。

## 家庭
1832年，瑪麗亞·艾瑪莉亞與葡萄牙和西班牙的塞巴斯蒂安王子結婚，兩人沒有子女。